# Kismaayo
Kismaayo (arabsky كيسمايو‎ – Kísmájú, italsky Chisimaio) je přístavní město v somálském regionu Jižní Džuba. Leží 528 kilometrů jihozápadně od Mogadiša nedaleko ústí řeky Džuby do Indického oceánu. Má přes 180 tisíc obyvatel.
Do září 2012 bylo Kismaayo ovládáno militantními islamisty z aš-Šabábu a jako takové se několikrát (v květnu a září) stalo terčem ostřelování z lodí keňského námořnictva. Ráno 28. září 2012 se u města vylodily keňské a somálské jednotky a aš-Šabáb se stáhnul.